# Мобилизация в ДНР и ЛНР
Всео́бщая мобилиза́ция в Доне́цкой и Луга́нской На́родных Респу́бликах началась 19 февраля 2022 года — за 5 дней до начала полномасштабного вторжения России на Украину. На войну были принудительно мобилизованы десятки тысяч местных жителей (по одной из оценок — до 140 тысяч человек на середину июня 2022 года).
Мобилизация сопровождалась массовыми облавами на мужчин призывного возраста. В предприятиях региона призвали до 80 % сотрудников, что привело к остановке шахт, общественного транспорта, параличу городских и коммунальных служб. Чтобы избежать мобилизации, жители были вынуждены скрываться или пытаться нелегально покинуть республики.
Мобилизация вскрыла многочисленные проблемы вооружённых сил ДНР и ЛНР. Новобранцы, не имевшие подготовки и боевого опыта, оказались на передовой без достаточного снабжения: в частях не хватало обмундирования, оружия, питания, медикаментов. Правозащитники сообщали об огромном — до 30 тысяч человек на август 2022 года — числе погибших среди мобилизованных новобранцев в столкновениях с Вооружёнными силами Украины.

## История

### Предшествующие события
Мобилизация в ДНР и ЛНР была объявлена после обострения ситуации на линии соприкосновения в середине февраля — за 5 дней до начала полномасштабного вторжения России на Украину. Цепочка событий началась 15 февраля 2022 года, когда Государственная дума Российской Федерации поддержала обращения к президенту о немедленном признании самопровозглашённых Донецкой и Луганской республик для обеспечения «защиты от внешних угроз».
16 февраля генеральный секретарь НАТО Йенс Столтенберг сообщил, что вопреки публичным заявлениям об отводе войск, Россия наращивает группировку на границе с Украиной. Начиная с вечера того же дня Специальная мониторинговая миссия ОБСЕ в Украине зафиксировала кратное увеличение числа взрывов в районе линии соприкосновения. На заседании Совбеза ООН 17 февраля госсекретарь США Энтони Блинкен заявил, что Россия готовит подтекст для нападения на Украину, а на следующий день президент США Джо Байден предположил, что Владимир Путин принял решение о начале войны и вторгнется на Украину в ближайшие дни.
Вечером 18 февраля власти ДНР и ЛНР опубликовали обращения Дениса Пушилина и Леонида Пасечника, которые объявили о массовой эвакуации гражданских в Россию из-за якобы ожидаемого в любой момент вторжения ВСУ на неподконтрольные Украине территории. Расследователи из Bellingcat отметили, что обращения были в действительности записаны 16 февраля — ещё до начала обострения. При этом сам Пушилин на видеозаписи акцентирует внимание на дате: «с сегодняшнего дня, 18 февраля». На следующий день 19 февраля в обеих республиках была объявлена всеобщая мобилизация, и мужчинам в возрасте 18—55 лет запретили покидать ДНР и ЛНР.

### Вооружённые формирования
Подписанные в 2015 году Минские соглашения содержали пункты о выводе всех иностранных вооруженных формирований и военной техники, а также «разоружение всех незаконных групп» в Донецкой и Луганской областях. ДНР и ЛНР имели собственные вооружённые силы — так называемые «народные милиции», на вооружении которых стояла тяжёлая бронетехника и артиллерия. Журналисты отмечали, что их созданием занимались российские военные, а власти Украины и вовсе называли их российскими армейскими корпусами под командованием руководства Южного военного округа и подчёркивали, что «народные милиции» имели структуру, уставы и униформу, идентичные оным в российской армии.
В отсутствие призыва на военную службу в ДНР и ЛНР в 2015—2022 годах, «народные милиции» формировались на контрактной основе. По информации украинской разведки, до четверти персонала составляли кадровые российские военные, 40 % — «добровольцы» из России. Журналисты BBC отмечали, что в вооружённые формирования ДНР и ЛНР принимали тех, кто не мог подписать контракт на родине из-за судимостей или долгов. Однако подробной информации о происходящем в вооружённых силах республик не имели ни независимые журналисты, ни сотрудники российских государственных СМИ.
Собеседник издания «Медуза», связанный с властями ДНР, сокрушался, что необходимость в массовой мобилизации возникла из-за масштабной коррупции и двукратного завышения показателей комплектации боевых соединений. О хищении средств, выделенных на формирование армейского резерва в ДНР и ЛНР сообщала «Восточная правозащитная группа», которая занимается защитой прав незаконно мобилизованных на Донбассе.

### Начало мобилизации
После объявления мобилизации военнообязанные получили приказ срочно прибыть на мобилизационные пункты независимо от получения повестки. Мужчинам 18—55 лет было запрещено покидать территории ДНР и ЛНР. Для мужчин старше 55 лет была объявлена добровольная мобилизация (позднее был разрешён набор добровольцев старше 65 лет в специальные подразделения местного министерства внутренних дел). Власти республик развернули широкую пропагандистскую кампанию с призывом исполнить «священный долг мужчины» и угрозами уголовной ответственности для уклонистов.
Спустя 3 дня после начала мобилизации указами глав ДНР и ЛНР обязательный призыв был расширен на всех мужчин 18—27 лет независимо от воинского стажа. Государственным и частным предприятиям было предписано предоставить списки сотрудников призывного возраста для мобилизации.

## Ход мобилизации
По данным «Восточной правозащитной группы», на середину июня в ДНР и ЛНР принудительно мобилизовали около 140 тысяч человек, из которых от 48 до 96 тысяч были отправлены на фронт, а остальные — в тыловое обеспечение.
Спустя несколько дней после объявления мобилизации на улицах городов появились патрули, которые задерживали мужчин призывного возраста. Облавы проходили в домах, на улицах, в магазинах, на рынках, в общественном транспорте. Скрываясь от мобилизации, мужчины в ДНР и ЛНР меняют адреса, не покидают квартиры и обмениваются опытом уклонения от призыва в соцсетях и чатах. По свидетельствам местных жителей, улицы опустели, а Донецк превратился в «город женщин».
Единственный легальный способ избежать мобилизации в ДНР и ЛНР — «бронь» от работодателя или учебного заведения, однако известны случаи призыва людей без оглядки на её наличие. Среди незаконных способов взятки: патрульным на улице, чтобы избежать привода в военкомат, за выезд на территорию России (около 100 тысяч рублей) или отправку в тыловые службы (от 1 тысячи долларов). Не подлежат мобилизации обладатели российских паспортов (при наличии штампа о постоянной регистрации или выданный ранее 2019, в том числе в графе «Ранее выданный»), которые до февраля 2022 года выдавали по упрощённой процедуре за 2 месяца.
Механизмов защиты прав принудительно мобилизованных в республиках фактически нет. Российские официальные лица, к которым обращаются родственники отправленных в вооружённые силы, отказываются вмешиваться, ссылаясь на признание независимости ДНР и ЛНР.

### Мобилизация непригодных к военной службе
Известно, что принудительной мобилизации в ДНР и ЛНР подвергались люди, непригодные к военной службе по состоянию здоровья — имеющие тяжёлые или хронические заболевания. BBC сообщал о случае призыва группы студентов, среди которых были страдающие врождёнными пороками сердца и эпилепсией. В июне в публичное поле попало заявление бойцов мобилизационного резерва ДНР, в котором солдаты рассказали о наличии среди них людей с пиелонефритом, прогрессирующим тромбофлебитом и циррозом печени, а один из мобилизованных признался в наличии у него психического расстройства. Журналисты также фиксировали истории об отправленных на фронт людях с проблемами со зрением, грыжей и варикозом, а также о попытках повторной мобилизации прошедших лечение после полученных на фронте ранений.

### Мобилизация курсантов и студентов
В первые дни мобилизации на фронт были отправлены студенты очной формы обучения. 1 июля возле Донецкой Академии МВД состоялся народный сход родственников курсантов против их незаконной мобилизации. 12 сентября сообщили о гибели нескольких курсантов 3 и 4 курса полицейских факультетов курсантов Донецкой Академии МВД. 

### Проблемы со снабжением
Массовая мобилизация вскрыла критические проблемы со снабжением в вооружённых силах непризнанных республик. По заявлениям родственников отправленных на фронт, в военных частях не хватает экипировки — термобелья, берцев, разгрузочных жилетов, формы по размеру. Часто солдаты вынуждены покупать их самостоятельно, на что уходят все боевые выплаты. На фотографиях с передовой, опубликованных участником войны в Донбассе 2014—2015 годов Игорем Гиркиным, бойцы носят каски образца 1968 года, подсумки 1970-х годов, вооружены винтовками Мосина образца 1891/1944 годов и пистолетами-пулемётами Судаева 1944 года производства. Со ссылкой на местных жителей журналисты сообщали о нехватке медикаментов, продовольствия, простейших средств личной гигиены — всё это покупают и отправляют на фронт родственники мобилизованных.

### Отправка за пределы ДНР и ЛНР
Несмотря на то, что мобилизация велась под предлогом защиты ДНР и ЛНР от украинского вторжения, после нескольких дней строевой подготовки многих мобилизованных отправляли за пределы региона для участия в общевойсковых операциях в Харьковской, Сумской, Запорожской и Николаевской областях. По заявлениям призывников и их родственников, они часто выполняли самую тяжёлую и примитивную работу, а в ряде случаев новобранцев из ДНР и ЛНР использовали в качестве «пушечного мяса». Также родственники мобилизованных неоднократно сообщали, что кадровые российские военные оставляли тех на позициях при отступлении. Предположительно, это произошло с 206-м полком народной милиции ЛНР в Харьковской области и привело к женским протестам в Луганске с требованием встречи с главой республики.

### Похищения мужчин
Распространённой практикой в республиках стало похищение мужчин и быстрая отправка на передовую. Похищением занимались отряды военных с нашивками «военная комендатура», помощь им оказывали люди в штатском. Обычно процедура похищения происходила под предлогом проверки документов — отряд отбирал у мужчины паспорт, после чего на микроавтобусе доставляли похищенного в военкомат.

### Охота на дезертиров
Людей, сбежавших со службы с оружием либо не пожелавших возвращаться в воинские части после увольнений, пытались вернуть силой и угрозами. Летом в городах ДНР были расклеены плакаты с портретами сбежавших военных с обещанием вознаграждения, угрозами заключения и смертной казни, а в сентябре их родственники получили письма с угрозами.

## Последствия

### Потери
Как сообщало «Радио Свобода», из-за огромного числа погибших и пропавших без вести в Донецке и Макеевке местные жители называют мобилизацию «могилизацией». Большая часть мобилизованных не имеет боевого опыта и впервые держит в руках оружие, из-за чего соединения ДНР и ЛНР несли большие потери. По оценке Минобороны Великобритании, основанной на официальных данных властей ДНР, силы непризнанной республики потеряли до половины личного состава, включая мобилизованных после начала вторжения. В «Восточной правозащитной группе», занимающейся помощью мобилизованным, число погибших в обеих республиках оценивали в 30 тысяч человек на конец августа 2022 года.

### Остановка предприятий
По приказу местных властей предприятия ДНР обязали предоставить для мобилизации половину работников призывного возраста, но на практике на военную службу отправляли до 80 % штата. Известны случаи (например, на Южном ГМК в Енакиеве), когда работников призывали несмотря на наличие «брони» от работодателя. На большинстве сельхозпредприятий региона повестки получили 100 % агрономов, трактористов, механизаторов и слесарей, что поставило под удар посевной сезон.
Мобилизация парализовала работу городских и коммунальных служб, местных администраций, общественного транспорта, рынков и магазинов, инфраструктурных предприятий и шахт. В первую волну мобилизации попали работники государственных предприятий. На фронт был призван весь мужской состав Донецкой и Луганской филармоний, известно о погибших. Музыканты из Луганска стали героями документального ролика российского рэп-исполнителя Хаски с участием певицы Чичериной. Опубликован боевой дневник музыканта Донецкой филармонии. Музыканты различных донецких ансамблей были мобилизованы обманом и без подготовки были направлены на штурм Мариуполя.

### Риск техногенных катастроф
После начала мобилизации 27 шахт, оставшихся после 2014—2015 годов на подконтрольных ДНР и ЛНР территориях, ушли в простой из-за нехватки рабочих рук. Одновременно с началом боевых действий Украина прекратила участвовать в обслуживании шахт и откачке шахтных вод. Эти события создали риск техногенной катастрофы в регионе.
Первый фактор — подъём шахтных вод, содержащих большое количество сульфатов, хлоридов и солей марганца. Смешавшись с грунтовыми водами, они могут сделать непригодными для питья источники пресной воды, поднявшись на поверхность — размыть и сделать неустойчивым грунт, что приведёт к обрушению домов. Вторая опасность — выход метана из выработок и его накопление во взрывоопасных концентрациях в подвалах домов.

### Протесты против мобилизации
Протесты против мобилизации имели место, но быстро прекратились под давлением силовых органов. Так в середине мая жёны бойцов 206-го полка народной милиции вышли на митинг и потребовали встречи с главой региона Леонидом Пасечником. По их словам, российские военные бросили их мужей на передовой при отступлении в Харьковской области. Руководство республики проигнорировало требования женщин. Российский телеканал НТВ проиллюстрировал кадрами акции протеста сюжет о распространении «фейков» девушкой, якобы завербованной спецслужбами Украины. Параллельно сотрудники «министерства государственной безопасности» ЛНР начали давить на участников посвящённых мобилизации чатов и искать недовольных. На этом прекратились любые попытки провести уличные акции в Луганске.

## Правовая оценка
Юристы, опрошенные «Радио Свобода», отмечали, что с точки зрения международного права заявления о самостоятельности ДНР и ЛНР ничтожны, как и статус паспортов «республик», выданных гражданам Украины на оккупированных территориях. Проводя насильственную мобилизацию, Россия прямо нарушила статью 51 IV Женевской конвенции о защите гражданского населения во время войны 1949 года, которая прямо запрещает принуждение к службе в вооружённых или вспомогательных силах и пропаганду добровольного участия в войне на стороне страны-оккупанта. Россия также нарушила статью 51 Гаагской конвенции 1907 года, которая запрещает вовлечение гражданских лиц в деятельность, связанную с борьбой против армии их родной страны. В соответствии со статьями 146—147 IV Женевской конвенции, насильственная мобилизация является серьёзным нарушением международного гуманитарного права и предполагает персональную уголовную ответственность для причастных лиц. При этом, по украинским законам, эти преступления не предполагают амнистии.

## Галерея
- Мобилизованы депутаты Народного Совета ДНР. Февраль 2022
- Мобилизационный пункт. Февраль 2022
- Выступление пресс-секретаря Генеральной Прокуратуры ДНР об административной и уголовной ответственности за уклонение от призыва. Февраль 2022
- В Донецке продолжается мобилизация мужчин. Февраль 2022